# Saint-Mamert-du-Gard
Saint-Mamert-du-Gard (okcitansko Sant Mamet del Gard) je naselje in občina v južnem francoskem departmaju Gard regije Languedoc-Roussillon. Naselje je leta 2008 imelo 1.389 prebivalcev.

## Geografija
Kraj leži v pokrajini Languedoc 17 km severozahodno od Nîmesa.

## Uprava
Saint-Mamert-du-Gard je sedež istoimenskega kantona, v katerega so poleg njegove vključene še občine Caveirac, Clarensac, Crespian, Combas, Fons-outre-Gardon, Gajan, Montagnac, Montmirat, Montpezat, Moulézan, Parignargues, Saint-Bauzély in Saint-Côme-et-Maruéjols s 14.795 prebivalci.
Kanton Saint-Mamert-du-Gard je sestavni del okrožja Nîmes.

## Zanimivosti
- romanska cerkev iz 12. stoletja;